# ThaiDay
Pour le joueur australien de rugby à XIII, voir Sam Thaiday.
Le ThaiDay est un ancien quotidien de langue anglaise publié à Bangkok en 2005 et 2006. Lancé par Manager Media Group, appartenant à l'homme politique Sondhi Limthongkul, il était constitué de huit pages grand format insérées dans l'édition thaïlandaise de l'International Herald Tribune et était publié du lundi au samedi. Sa diffusion variait de 5 à 10 000 exemplaires.
Il avait sa propre équipe de reporters, de photojournalistes et de rédacteurs et publiait aussi des actualités traduites du journal d'affaires de langue thaï le Phujatkarn Daily.
Concurrent du Bangkok Post et de The Nation, le ThaiDay se définissait comme un choix modéré « dans un marché traditionnellement dominé par des journaux qui, soit suivent la ligne de l'establishment, soit optent à l'opposé pour le sensationnalisme. »
Cependant le journal a souffert financièrement après que son éditeur Sondhi Limthongkul a lancé une campagne pour faire partir le premier ministre Thaksin Shinawatra, et il a sorti son dernier numéro, le 31 août 2006, après 15 mois de publication (bien qu'un message son rédacteur en chef Paisal Sricharatchanya déclarât qu'il espérait qu'il reparaitrait plus tard).
C'était la seconde tentative de Sondhi Limthongkul et du Manager Media Group pour lancer un quotidien en anglais, après l‘Asia Times, créé en 1995 dans l'intention de concurrencer l‘International Herald Tribune, et disparu en juin 1997 (et dont le successeur est Asia Times Online).